# Christian Borchert

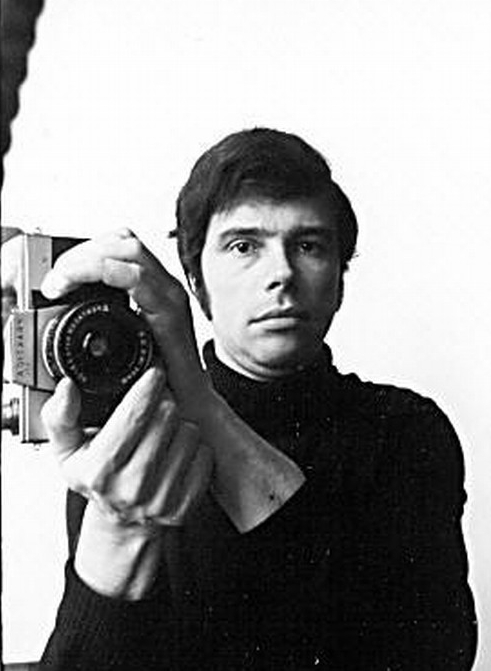
Selbstbildnis des Fotografen Christian Borchert mit Kamera, 1970/1980, SLUB Dresden/Deutsche Fotothek

Christian Borchert (* 1. Februar 1942 in Dresden; † 15. Juli 2000 in Berlin) war ein deutscher Fotograf.

## Leben
Christian Borchert wuchs als Sohn eines Sattlers in einem Mietshaus an der Rückertstraße in Dresden-Trachenberge auf. Er absolvierte die EOS Pestalozzi und studierte nach dem Abitur von 1960 bis 1963 Kopierwerktechnik an der Ingenieurschule für Filmtechnik in Potsdam-Babelsberg. Von 1963 bis 1964 arbeitete er als Güteingenieuer in der Farbprüfstelle des VEB Filmfabrik Wolfen. Dann war er Angestellter bei der Deutschen Hochschule für Filmkunst in Potsdam-Babelsberg. Von 1965 bis 1966 leistete er Wehrdienst bei der NVA. Von 1966 bis 1970 arbeitete er als technischer Qualitätskontrolleur für audio-visuelle Unterrichtsmittel im Deutschen Pädagogik-Zentrum Berlin. Borchert gehörte 1969 zu den Gründern der Gruppe Jugendfoto Berlin, der er bis 1979 angehörte. Ab 1975 war er in Berlin als freischaffender Fotograf tätig. Er unternahm in der Zeit der DDR Studienreisen u. a. nach Ungarn, Rumänien, Polen und in die UdSSR. Er war bis 1990 Mitglied des Verbands Bildender Künstler der DDR und hatte eine bedeutende Zahl von Einzelausstellungen und Ausstellungsbeteiligungen, u. a. 1978 in London an der Ausstellung Junge ostdeutsche Fotografen, 1979 in Zürich Fotografie in der DDR und 1982/1983 und 1987/1988 an der IX. und X. Kunstausstellung der DDR in Dresden.
Borchert war mit Uwe Steinberg befreundet.

## Werk
Borchert bekam 1954 eine Rheinmetall Perfekta, eine Bakelit-Amateurkamera, mit dem Format 6x6 geschenkt. In seinen ersten Aufnahmen erkennt man bereits thematische Systematisierungen, beispielsweise Kirchen oder Brücken. Im Jahr 1983 sagte Borchert in einem Gespräch mit Heinz Czechowski, er begreife diese Bilder, „als ein Bemühen, die Stadt […] als eine Landschaft zu begreifen“.
Die Lektüre August Sanders Menschen ohne Maske (1971 postum herausgegeben) erweckte in ihm den Wunsch „etwas eigenes zu wollen“ und das Verlangen nach Abstand zu seinem Beruf und den „lachenden Titelblattgesichtern“. Bei seiner 1972/73 unternommenen Ungarn-Reise standen ihm die Bildkompositionen seines Vorbilds „vor Augen“. Sanders Einfluss ist augenscheinlich bei Borcherts Künstler- und Schriftstellerporträts, zum Beispiel von Heiner Müller, welche „die Kritiker und Fachkollegen auf Borchert aufmerksam machten.“ Borchert begeisterte die Detailfülle der Bilder Paul Strands, denn er fand, dass nur ein Bild, das man sich immer wieder ansehen kann, ein gutes Bild sei.
Eines der wichtigsten Fotoprojekte Borcherts war die Dokumentation des Wiederaufbaus der Semperoper in Dresden. Hierbei entstanden in sieben Jahren etwa 10.000 Fotos. Borchert betrachtete diese Dokumentation als einen „inneren Auftrag“ und sah sich „in erster Linie als Chronist“. Das Projekt erforderte ein stetiges Pendeln zwischen Berlin, seinem Wohnort, und Dresden. Zur Vorbereitung hatte Borchert sich Bilder des unbeschädigten Opernbaus angesehen. Durch die dargestellten Wettersituationen hat der Fotograf den Zeitablauf und den Langmut dieser Arbeiten in seinen Fotos kenntlich gemacht. Heinz Czechowski sieht Borchert aufgrund der Sachlichkeit in seinen Aufnahmen in einer Kontinuitätslinie mit den Dresdner Fotografen Hermann Krone und Richard Peter.
Borchert, der oft Szenen aus dem DDR-Alltag von Berlin und Dresden festhielt, fertigte auch zwei Serien von Familienporträts an, die nicht nur aus fotografischer Hinsicht interessant sind. Die erste Serie entstand Anfang der 1980er-Jahre und umfasst auch Porträts unkonventioneller Familien. Die Mehrzahl der Familien porträtierte er dann nach der Wiedervereinigung im Laufe der 1990er-Jahre ein zweites Mal, sodass es möglich ist, gekoppelt mit den kargen Angaben zum Aufnahmeort und Beruf der Abgebildeten, Familienbiographien in den Neuen Bundesländern nachzuvollziehen.
Borcherts Arbeitsweise war sehr bedacht; so hat er seine Kleinbildkameras nicht auslösebereit gehalten, „damit jeder Griff zu einer Kamera überlegenswert“ wird. In den Aussagen zu seiner eigenen Arbeit verwendete Borchert wiederholt der Begriff Distanz: „Distanz ermöglicht Deutlichkeit. Selbstbetrug aber kann einsetzen, wenn man eine Sache von weitem betrachtet und als Fotograf glaubt, man sähe dadurch klarer.“ oder aber: „Es wäre furchtbar, wenn alles Verbrüderung wäre; Distanzlosigkeit würde Flachheit bedeuten. Distanz heißt nicht Fremdheit, sondern Würde.“ Weshalb Borchert die Rolle des Chronisten so bedeutsam war, hat er folgendermaßen erläutert: „Was mich an der Fotografie interessiert, ist, eine Mitteilung zu machen. Aber die wünsche ich mir gerecht, genau und ohne Übertreibung und Effekte, eben ›entsprechend‹, so daß andere – jetzt oder später oder an fremden Orten – sich eine Vorstellung machen können von Situationen und Verhältnissen. Es ist Fotografie gegen das Verschwinden.“
Diese Aussagen zusammenfassend und interpretierend schreibt Czechowski: „Seine Fotos verraten etwas von der Ambivalenz, mit der er zwischen Qual und Daseinsbejahung seinen Weg bahnt. Manchmal lassen sie etwas von der Einsamkeit ahnen, die der Preis für das Ziel ist dem Borchert nachgeht.“
Christian Borchert starb, bei einem Badeunfall verunglückt, mit 58 Jahren. Sein fotografischer und schriftlicher Nachlass befindet sich in der Sächsischen Landesbibliothek. Während diese etwa 10.000 sogenannte Arbeitsabzüge aufbewahrt, besitzen die Berlinische Galerie und das Kupferstichkabinett Dresden circa 1.400 beziehungsweise 500 Ausstellungsabzüge.

## Veröffentlichungen
- Semperoper Dresden – Bilder einer Baulandschaft. Mit Fotografien von Christian Borchert. Verlag der Kunst, Dresden 1985.
- Christian Borchert: Berliner. Ex pose Verlag, Westberlin 1986.
- Galerie Nord: Dresden. Bilder aus Dokumentarfilmen 1913–1949: Ausstellung Galerie Nord 28. Januar bis 10. März 1990. Bilder gesammelt, ausgewählt und kopiert von Christian Borchert. Galerie Nord, Dresden 1990.
- Christian Borchert, Peter Gehrisch: Dresden. Flug in die Vergangenheit: Bilder aus Dokumentarfilmen 1910–1949. Verlag der Kunst, Dresden 1993, ISBN 3-364-00251-7.
- Jens Bove (Hrsg.): Christian Borchert. Fotografien 1960–1996. Edition Sächsische Zeitung, Dresden 2011, ISBN 978-3-938325-92-6.
- Stadtmuseum Dresden (Hrsg.): Zeitreise. Bilder einer Stadt. Dresden 1954–1995. Verlag der Kunst, Dresden 1996, ISBN 3-86530-009-X (= Katalog zur Ausstellung im Stadtmuseum Dresden).
- Christian Borchert (Hrsg.): Victor Klemperer. Ein Leben in Bildern. Aufbau Verlag, Berlin 1999, ISBN 3-351-02399-5.
- Irene Runge: Ganz in Familie: Gedanken zu einem vieldiskutierten Thema. Mit 16 Fotografien von Christian Borchert. Dietz, Berlin 1985.
- Staatliche Kunstsammlung, Neubrandenburg (Hrsg.): Christian Borchert. Fotografien. Staatliche Kunstsammlung Neubrandenburg, Galerie am Pferdemarkt, 29. September–15. November 1987, Neubrandenburg 1987.
- Galerie Mitte (Hrsg.): Christian Borchert. Fotografien. Ausstellung vom 28. Februar bis 11. April 1985, Galerie Mitte, Dresden 1985.
- Galerie Kunstsammlung Cottbus (Hrsg.): Christian Borchert: Gruppenbilder und Künstlerporträts. Ausstellung vom 29. März bis zum 1. Juni 1980 Galerie Kunstsammlung Cottbus, Cottbus 1980.
- Joachim Walther (Hrsg.): „Mir scheint, der Kerl lasiert“: Dichter über Maler. Mit Fotografien von Christian Borchert. Buchverlag Der Morgen, Berlin 1978.
- Hansgert Lambers und Jens Bove (Hrsg.): Schattentanz. ex pose verlag Berlin und hesperus print* Verlag Dresden 2017, ISBN 978-3-925935-77-0

## Einzelausstellungen (unvollständig)
- 1980: Galerie Kunstsammlung, Cottbus
- 1985: Galerie Mitte, Berlin
- 1987: Staatliche Kunstsammlung, Neubrandenburg
- 1996: Stadtmuseum Dresden
- 1998: Galerie argus fotokunst, Berlin
- 1999: Galeri Pankow, Berlin
- 2010: Galerie argus fotokunst, Berlin
- 2019–2020: Residenzschloss Dresden, Kupferstich-Kabinett